# (34871) 2001 UM2
2001 UM2 (asteroide 34871) é um asteroide da cintura principal. Possui uma excentricidade de 0.11766910 e uma inclinação de 5.14431º.
Este asteroide foi descoberto no dia 18 de outubro de 2001 por William Kwong Yu Yeung em Desert Eagle.